# Нвачукву, Фортунатус
Фортунатус Нвачукву (англ. Fortunatus Nwachukwu; род. 10 мая 1960, Нтигха, Нигерия) — нигерийский куриальный прелат и ватиканский дипломат. Руководитель протокола государственного секретариата Святого Престола с 4 сентября 2007 по 12 ноября 2012. Титулярный архиепископ Аквавивы с 12 ноября 2012. Апостольский нунций в Никарагуа с 12 ноября 2012 по 4 ноября 2017. Апостольский нунций в Антигуа и Барбуде, Барбадосе, Гайане, Доминике, Сент-Китсе и Невисе, Сент-Винсенте и Гренадинах, Тринидаде и Тобаго и на Ямайке, а также апостольский делегат на Антильских островах с 4 ноября 2017 по 17 декабря 2021. Апостольский нунций в Гренаде, Сент-Люсии и на Багамских Островах с 27 февраля 2018 по 17 декабря 2021. Апостольский нунций в Суринаме с 9 марта 2018 по 17 декабря 2021. Апостольский нунций в Белизе с 8 сентября 2018 по 17 декабря 2021. Постоянный наблюдатель Святого Престола при структурах ООН в Женеве, Всемирной торговой организации и Международной организации по миграции с 17 декабря 2021 по 15 марта 2023. Секретарь Секции евангелизации Дикастерии по Евангелизации с 15 марта 2023.

## Ранние годы, образование и священство
Родился 10 мая 1960 года, в Нтигхе, Нигерия. Изучал философию и богословие в мемориальной семинарии Бигарда, которая позднее стала Высшей духовной семинарией Святого Иосифа, Икот-Экпене. 17 июня 1984 года рукоположен в сан священника для епархии Аба, Нигерия и впоследствии работал в качестве пастора в Ибеку-Умуахия и студенческим капелланом в сельскохозяйственном колледже Умудике и кампуса Умудике педагогического колледжа Алван-Икоку. Также выступал в подготовке кадров и был деканом и вице-ректором семинарии Непорочного Зачатия, в Умуахии.

## Библеист
С 1986 года изучал библеистику в Папском Библейском институте, в Папском университете святого Фомы Аквинского и Папском Урбанианском университете, а также в Высшей школы философии и богословия Святого Георгия, во Франкфурте-на-Майне и Еврейском университете в Иерусалиме.
Также учился в Папской Церковной академии. Получил степень лиценциата в Священном Писании (LSS) и в текстовой критики Ветхого Завета. В догматическом богословии сосредоточил своё внимание на африканской теологии, за что получил докторскую степень по теологии, защитив диссертацию по отношениям Святого Престола и государства Израиль, получил степень доктора канонического права.

## На дипломатической службе Святого Престола
Официально поступил на дипломатическую службу Святого Престола с 1 июля 1994 года и был направлен на дипломатическую работу в ряд стран. Работал секретарём Апостольской нунциатуры в Гане, Того и Бенине — в Аккре и в нунциатуре в Парагвае, Алжире и Тунисе. Также был консультантом в миссии постоянного наблюдателя Святого Престола при Организации Объединённых Наций и других международных организациях. Затем стал работать в государственном секретариате Святого Престола — Отделе отношений с государствами.
8 июля 1995 года Папа римский Иоанн Павел II наградил его почётным титулом Капеллан Его Святейшества (монсеньор), а 4 августа 2004 года, титулом Почётный прелат Его Святейшества.
Папа Бенедикт XVI назначил Нвачукву 9 апреля 2007 года наследовать Томмазо Капуто в качестве руководителя протокола государственном секретариате Святого Престола.

## Апостольский нунций в Никарагуа
12 ноября 2012 года Папа Бенедикт XVI назначил Фортунатуса Нвачукву титулярным архиепископом Аквавивы и в то же самое время апостольским нунцием в Никарагуа.
Был рукоположен в сан епископа 6 января 2013 года вместе с Георгом Генсвайном, Николя Тевененом и Анджело Винченцо Дзани, ординацию возглавил лично папа Бенедикт XVI, которому помогали соконсекраторы — государственный секретарь Святого Престола кардинал Тарчизио Бертоне и префект Конгрегации католического образования кардинал Зенон Грохолевский.

## Апостольский нунций в странах Карибского бассейна
4 ноября 2017 года папа Франциск назначил Ф. Нвачукву Апостольским нунцием в Антигуа и Барбуде, Барбадосе, Гайане, Доминике, Сент-Китсе и Невисе, Сент-Винсенте и Гренадинах, Тринидаде и Тобаго и на Ямайке, а также апостольский делегат на Антильских островах.
27 февраля 2018 года Папа Франциск назначил его Апостольским нунцием в Гренаде, Сент-Люсии и на Багамских Островах.
9 марта 2018 года он был назначен Апостольским нунцием в Суринаме.
8 сентября 2018 года назначен Апостольским нунцием в Белизе.

## Постоянный наблюдатель Святого Престола при структурах ООН в Женеве
17 декабря 2021 года Папа Франциск назначил Фортунатуса Нвачукву Постоянным наблюдателем Святого Престола при структурах ООН в Женеве, Всемирной торговой организации и Международной организации по миграции.

## Дикастерия по евангелизации
15 марта 2023 года Папа Франциск назначил Фортунатуса Нвачукву секретарём Секции евангелизации Дикастерии по Евангелизации.

## Разное
Опубликовал несколько книг и научных статей. В дополнение к своему английскому языку, он освоил французский, немецкий, испанский, итальянский, арабский и иврит, а также для своего изучения Библии древние языки: древнееврейский, древнегреческий и латынь.

## Труды
- The birth of systematic theology in contemporary black Africa, Urbaniana University Press 1994, ISBN 9788840134475;
- Courag to Change, Paulines Publications Africa Nairobi 2001, ISBN 9966-21-373-2;
- Togliti i sandali. Il coraggio di cambiare, Paoline Editoriale Libri 2009, ISBN 9788831536295.